# Tonlesapia tsukawakii
Tonlesapia tsukawakii és una espècie de peix de la família dels cal·lionímids i de l'ordre dels perciformes.

## Morfologia
- Els mascles poden assolir 3,4 cm de longitud total.
- Nombre de vèrtebres: 20.[4]

## Hàbitat
És un peix d'aigua dolça, de clima tropical i bentopelàgic.

## Distribució geogràfica
Es troba al llac Tonlé Sap (Cambodja).

## Observacions
És inofensiu per als humans.